# Emilio Salinas
Le général Emilio Salinas (né le 4 octobre 1864 et mort le 15 mars 1927) est un militaire et homme politique mexicain. Salinas a participé à la Révolution mexicaine. Il a occupé brièvement les fonctions de gouverneur du Querétaro puis du Chihuahua.

## Biographie
Né à Cuatro Ciénegas, Coahuila, Emilio Salinas était un parent de Venustiano Carranza. Il s'engagea en politique en 1893.
En 1913, il s'unit à Venustiano Carranza pour combattre le gouvernement de Victoriano Huerta.